# Джаред Андерсон — Чарльз Мартін
Бій Джаред Андерсон — Чарльз Мартін (англ. Jared Anderson vs Charles Martin) — професійний 10-раундовий боксерський поєдинок у важкій вазі між Джаредом Андерсоном та Чарльзом Мартіном. Бій відбувся 1 липня 2023 року у Гантінгтон-центрі в Толідо (штат Огайо, США). Андерсон здобув перемогу одностайним рішенням.

## Передумови
1 липня 2023 року Джаред Андерсон повинен був провести поєдинок проти Жана Кособуцького (19-0, 18 KO), проте казахстанський боксер був змушений відмовитися від бою після того, як, за повідомленнями, постав перед труднощами з отриманням візи, що не дозволило йому в'їхати до США.
Дворазовий золотий призер національного чемпіонату США з боксу серед аматорів, Андерсон підписав контракт з Top Rank Promotions у 2019 році. У 2021 році 23-річний спортсмен переміг Володимира Терешкіна, тим самим здобувши титул NABF у важкій вазі. Востаннє уродженець Огайо виходив на ринг 8 квітня 2023 року, коли здобув перемогу у поєдинку проти Джорджа Аріаса.
«Справжній великий малюк» має 100% показник нокаутів.
Срібний призер «Золотих рукавичок», Чарльз Мартін став професіоналом у 2012 році. У 2016 «Принц Чарльз» здобув титул IBF у важкій вазі, здолавши В'ячеслава Глазкова, але втратив його у наступному бою проти Ентоні Джошуа. Востаннє уродженець Міссурі виходив на ринг 4 вересня 2022 року, коли здолав нокаутом Девіна Варгаса.

## Час початку
Трансляція боксерського шоу розпочалася 1 липня. Мейнкард розпочався о 5:00 за київським часом. Бійці почали виходити на ринг приблизно о 6:15 за київським часом.

## Транслятори
| Країна/регіон             | Телевізійний канал | Лайвстримінг |
| ------------------------- | ------------------ | ------------ |
| США                       | ESPN               | ESPN+        |
| Канада                    |                    | TSN+         |
| Велика Британія/ Ірландія | Sky Sports         | -            |
| Україна                   | Megogo Гонг        |              |